# Gymnoascoideus petalosporus
Gymnoascoideus petalosporus — вид грибів, що належить до монотипового роду Gymnoascoideus.